# Synaptiphilus muelleri
Synaptiphilus muelleri is een eenoogkreeftjessoort uit de familie van de Synaptiphilidae. De wetenschappelijke naam van de soort is voor het eerst geldig gepubliceerd in 1856 door Hartmann.